# Huszti János
Huszti János (Üllő, 1924. május 26. – Budapest, 1993. augusztus 2.) unitárius lelkész, a Magyarországi Unitárius Egyház második püspöke.

## Életútja
Kolozsváron érettségizett. Az unitárius teológián két évet végzett el. A második világháborúban átmenekült Magyarországra, és itt is maradt. Teológiai vizsgáit Budapesten tette le az ott kialakult Teológiai Bizottság előtt. 1950-ben Budapesten szentelték fel lelkésznek. 1946-ban Kocsordon, majd Dunapatajon szolgált, 1948-tól a Hőgyes Endre utcai gyülekezetben segédlelkészként tevékenykedett. 1952-tól 1971-ig a pestlőrinci unitárius gyülekezet lelkésze. 
1971-től 1991-ig a Budapesti egyházközség lelkésze, majd 1988-ban megválasztották a Magyarországi Unitárius Egyház második püspökének, Ferencz József nyugdíjba vonulását követően.
1989. június 16-án részt vett Nagy Imre és mártírtársai újratemetésén a Hősök terén.
1993 elején nyugdíjba vonult, és nemsokára rá, 1993. augusztus 2-án elhunyt. A pestlőrinci temetőben helyezték örök nyugalomra.

## Forrás
- Az unitárius egyház (1945-1989). (Hozzáférés: 2024. április 25.)
- Nemzeti Névtér: Huszti János. (Hozzáférés: 2024. április 25.)
- Huszti János unitárius püspök székfoglalója 1988. október 16.. Unitárius Élet 1988. november-december. (Hozzáférés: 2024. április 25.)
- Unitárius nagyjaink sírja. (Hozzáférés: 2024. április 25.)
- Könyvtár-Levéltár fondjegyzéke: Huszti János hagyatéka Terjedelem: 1 doboz = 0,14 ifm). (Hozzáférés: 2024. április 25.)
- Kelemen Miklós – Unitárius Kislexikon – METEM 2000. Budapest